# Смолиці (Опольське воєводство)
Смолиці (пол. Smolice, нім. Schmolitz) — село в Польщі, у гміні Пакославиці Ниського повіту Опольського воєводства.
Населення — 115 осіб (2011).
У 1975-1998 роках село належало до Опольського воєводства.

## Демографія
Демографічна структура станом на 31 березня 2011 року:
|          | Загалом | Допрацездатний вік | Працездатний вік | Постпрацездатний вік |
| -------- | ------- | ------------------ | ---------------- | -------------------- |
| Чоловіки | 56      | 12                 | 37               | 7                    |
| Жінки    | 59      | 10                 | 30               | 19                   |
| Разом    | 115     | 22                 | 67               | 26                   |